# Тшебенице
Тшебени́це (пол. Trzebienice) — село в Польше в сельской гмине Голча Мехувского повета Малопольского воеводства.
Село располагается в 6 км от административного центра гмины села Голча, в 13 км от административного центра повета города Мехув и в 34 км от административного центра воеводства города Краков.

## История
В 1804 году село принадлежало после наследования Анне Бжовской и Йозефу Бжовскому. В 1816 году село было продано и на протяжении всего XIX века село переходило в собственность различных представителей польского дворянства. В 1917 году село насчитывало 45 домохозяйств и 455 жителей, в том числе 12 жителей еврейской национальности.
В 1975—1998 годах село входило в состав Краковского воеводства.